# 薄壳绿螂
薄壳绿螂（学名：Glauconme primeana），是帘蛤目昙蛤科昙蛤属的一种。主要分布于中国大陆，常栖息在潮间带。